# Aaru
| Scene de activitate agricolă de pe câmpurile Aaru (mormântul lui Senedj) |  |
|                                                                          |  |

Aaru (țara Amenti, alte variante: Yaaru, Iaru, Aalu) este, conform mitologiei egiptene (Cartea Morților), lumea subterană unde domnește Osiris și unde se duc sufletele celor morți.
În hieroglife se scrie:
| s | Aa1 · t | M20 | i | A | r | G43 | M2 | M2 | M2 |

sekhet iaru, "Câmpia de stuf"
Conform altor surse, este vorba de o insulă situată la vest de Egipt, care ar fi înconjurată de ziduri metalice cu multe porți spre drumuri dispuse radial. Alți autori o identifică cu Atlantida.